# Mac OS 8
Mac OS 8 es un sistema operativo comercializado por Apple Computer el 26 de julio de 1997  Es la mayor revisión de Mac OS desde el lanzamiento del System 7, seis años antes. Mac OS 8 representaba el esfuerzo de Apple por integrar muchas de las tecnologías desarrolladas para el ambicioso proyecto con el nombre en clave Copland.
Esta versión puso al día el sistema mientras Apple desarrollaba la siguiente generación, el Mac OS X, y también fue un éxito de ventas, con 1,2 millones de copias en las primeras dos semanas.
Algunos de los cambios en la interfaz como Platinum, y el nuevo Finder multi-hilo nativo para PowerPC, se introdujeron en esta versión, así como un sistema de archivos más eficiente, el HFS Extended.

## Mejoras
- Arreglo para requisitos particulares de las fuentes del sistema y de los colores de acento.
- Menú contextual.
- Un nuevo panel de control.
- Simple Finder, una versión reducida del Finder, diseñada para usuarios principiantes.
- Mejoras en el funcionamiento de memoria virtual.
- escritorio mejorado.

## Mac OS 8.1

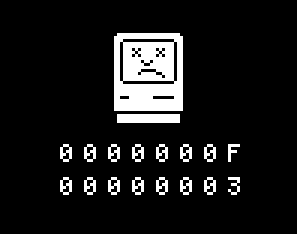
icono Sad Mac

Lanzado el 18 de enero de 1998. Es la última versión que funciona con los procesadores 68k. Mejoró el rendimiento. Esta versión introdujo un sistema de archivos conocido como HFS+ (o Mac OS Extended) el cual hace más eficiente el uso de discos duros más grandes, gracias al uso de bloques de memoria más pequeños. Para actualizar, los usuarios debían reformatear el disco duro, lo cual borra todos los datos del disco. Algunos programas de terceros permitían preservar los datos cuando se actualizan a HFS+. Nota: los sistemas 68k no pueden iniciar con HFS+, deben iniciar desde un disco HFS.
Mac OS 8.1 fue el primer sistema operativo que tenía un formato universal en DVD y también venía con una nueva versión de Java (JDK 1.13).
También venía con una versión mejorada de PC Exchange, el cual permitía a los usuarios Macintosh ver los nombres largos de los archivos (hasta 255 caracteres) creados en un PC ejecutando Microsoft Windows, y también soportando FAT32.

## Mac OS 8.5
Mac OS 8.5 se convierte en la primera versión del MacOS en requerir un procesador PowerPC, incluyendo versiones nativas de QuickDraw y AppleScript, así como la utilidad de búsqueda Sherlock.
El copiado de archivos sobre una red era más rápido que en las versiones anteriores y Apple lo anunció como “más rápidamente que Windows NT”. AppleScript también fue reescrito para utilizar solamente el código de PowerPC, que mejoró perceptiblemente la velocidad de la ejecución de AppleScript.
El proceso de la instalación fue simplificado considerablemente en  8.5. El instalador del Mac OS 8.5 requería generalmente poca interacción del usuario una vez comenzado, permitiendo posponer la configuración de determinados elementos.
El Mac OS 8.5 era la primera versión del sistema operativo con la capacidad de cambiar de apariencia usando “temas” o skins; esta función fue retirada a última hora, y apareció solamente en versiones beta.